# Los Molares
Los Molares is een gemeente in de Spaanse provincie Sevilla in de regio Andalusië met een oppervlakte van 43 km². In 2007 telde Los Molares 2991 inwoners.

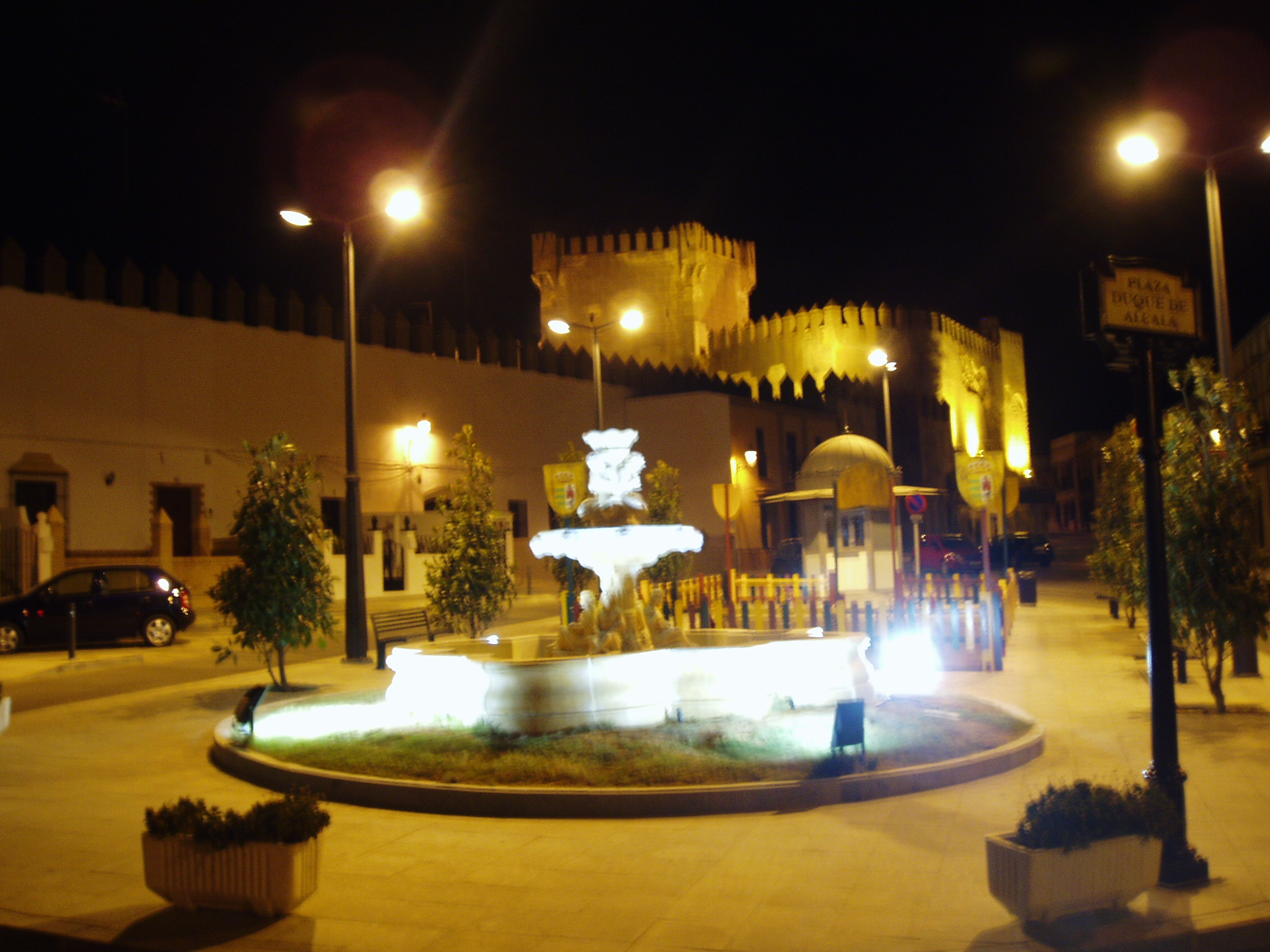
Los Morales